# Paratrigonoides mayri
Paratrigonoides mayri (лат.) — вид безжальных пчёл из трибы Meliponini семейства Apidae. Не используют жало при защите. Хотя жало у них сохранилось, но в сильно редуцированном виде. Эндемик Южной Америки.

## Распространение
Неотропика: Колумбия.

## Классификация
Единственный вид рода Paratrigonoides Camargo & Roubik, 2005 был впервые описан в2005 году энтомологами J. M.F. Camargo и D. W.Roubik по типовым материалам из Колумбии.